# Énarété
Dans la mythologie grecque, Énarété (en grec ancien Ἐνάρετη / Enáretē), fille de Déimaque, est l'épouse d'Éole, fils d'Hellen, prince thessalien et éponyme des Éoliens.  
Apollodore accorde au couple sept garçons - Créthée, Sisyphe, Athamas, Salmonée, Déion, Magnès, Périérès - et cinq filles - Canacé, Alcyone, Pisidicé, Calycé et Périmède.